# Mosquiter de Schwarz
El mosquiter de Schwarz (Phylloscopus schwarzi) és una espècie d'ocell de la família dels fil·loscòpids (Phylloscopidae). Habita la taigà, estepa amb arbres i arbusts del sud de Sibèria des del Massís de l'Altai, cap a l'est, Primórie i Sakhalín), Manxúria i nord de Corea. Passa l'hivern a Indoxina. El seu estat de conservació es considera de risc mínim.